# Qstock

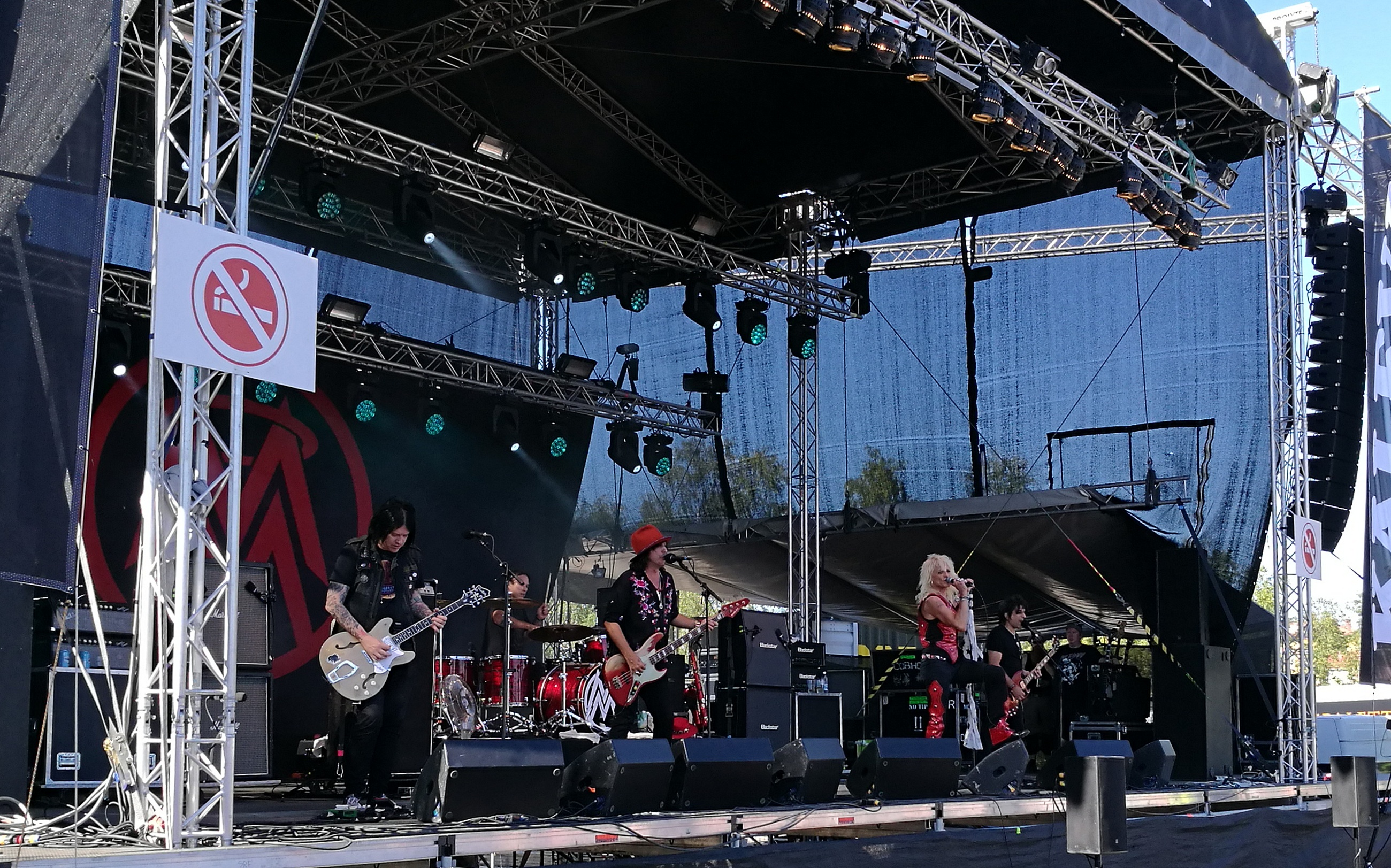
Qstock-Festival 2018, Auftritt von Michael Monroe

Qstock ist ein finnisches zweitägiges Rockfestival, das seit 2003 jährlich Ende Juli in Oulu stattfindet. Das Festival hat sich mit 30.000 Besuchern schnell zum größten Sommerereignis in Nordfinnland entwickelt. Seit 2013 war Qstock immer ausverkauft. 
Es sind viele finnische, aber auch internationale Künstler aufgetreten.